# Velkolužská vrchovina
Velkolužská vrchovina – część Hazlovské pahorkatiny w Smreczanach, w powiecie Cheb, na pograniczu czesko-niemieckim. Jej powierzchnia wynosi ok. 25 km², rozciągłość dochodzi do 7 km.

## Nazwa
Nazwa pochodzi od miejscowości Velký Luh, która znajduje się pośrodku krainy.

## Krajobraz
Pod względem krajobrazu jest to kraina wyżynna, nieco pagórkowata. Najwyższym wzniesieniem jest Bukový vrch (649 m n.p.m.). Najniżej położony punkt ma ok. 500 m n.p.m.

## Wzniesienia
- Bukový vrch (649 m n.p.m.)
- Lužský vrch (605,6 m n.p.m.)
- Čihadlo (583 m n.p.m.)
- Kamenný vrch (561 m n.p.m.)

## Budowa geologiczna
Obszar zbudowany jest z granitów i gnejsów.

## Wody
Velkolužská vrchovina leży w dorzeczu Ohrzy, lewego dopływ Łaby. Płyną tu Plesná, Sázek, Velkolužský potok, Lužní potok (dopływ Sázka).

## Klimat
Klimat jest umiarkowanie ciepły ze średnią roczną temperaturą w granicach 6-7°C. Różnica średnich rocznych temperatur między dolinami a wierzchołkami wynosi maksymalnie 1°C. Średnie roczne opady wynoszą ok. 700 mm. Długość zalegania pokrywy śnieżnej wynosi 50-90 dni.

## Miejscowości
- Plesná
- Skalná
- Velký Luh

## Ochrona przyrody
Znajduje się tu Přírodní park Kamenné vrchy.